# Eliseu Dan
 Eliseu Dan  (n.   1859, Prundu-Bârgăului  - d. 1927, Susenii Bârgăului Regatul României) a fost un deputat în Marea Adunare Națională de la Alba Iulia, organismul legislativ reprezentativ al „tuturor românilor din Transilvania, Banat și Țara Ungurească”, cel care a adoptat hotărârea privind Unirea Transilvaniei cu România, la 1 decembrie 1918.

## Biografie
A terminat teologia la Sibiu și după a profesat ca preot și învățător. Înainte de 1918 a fost animator cultural și fruntaș național pe Valea Bârgăului. În 1892 răspândește textul Memorandului în zonă.
De asemenea este membru al Despărțământului Bistrița al "Astrei".  În 1918 a inițiat consiliile și gărzile românești de pe Valea Bârgăului. După 1918 a fost preot și director de școală în Susenii Bârgăului, locul unde își va da ultima suflare în 1927.